# Hlavní město módy

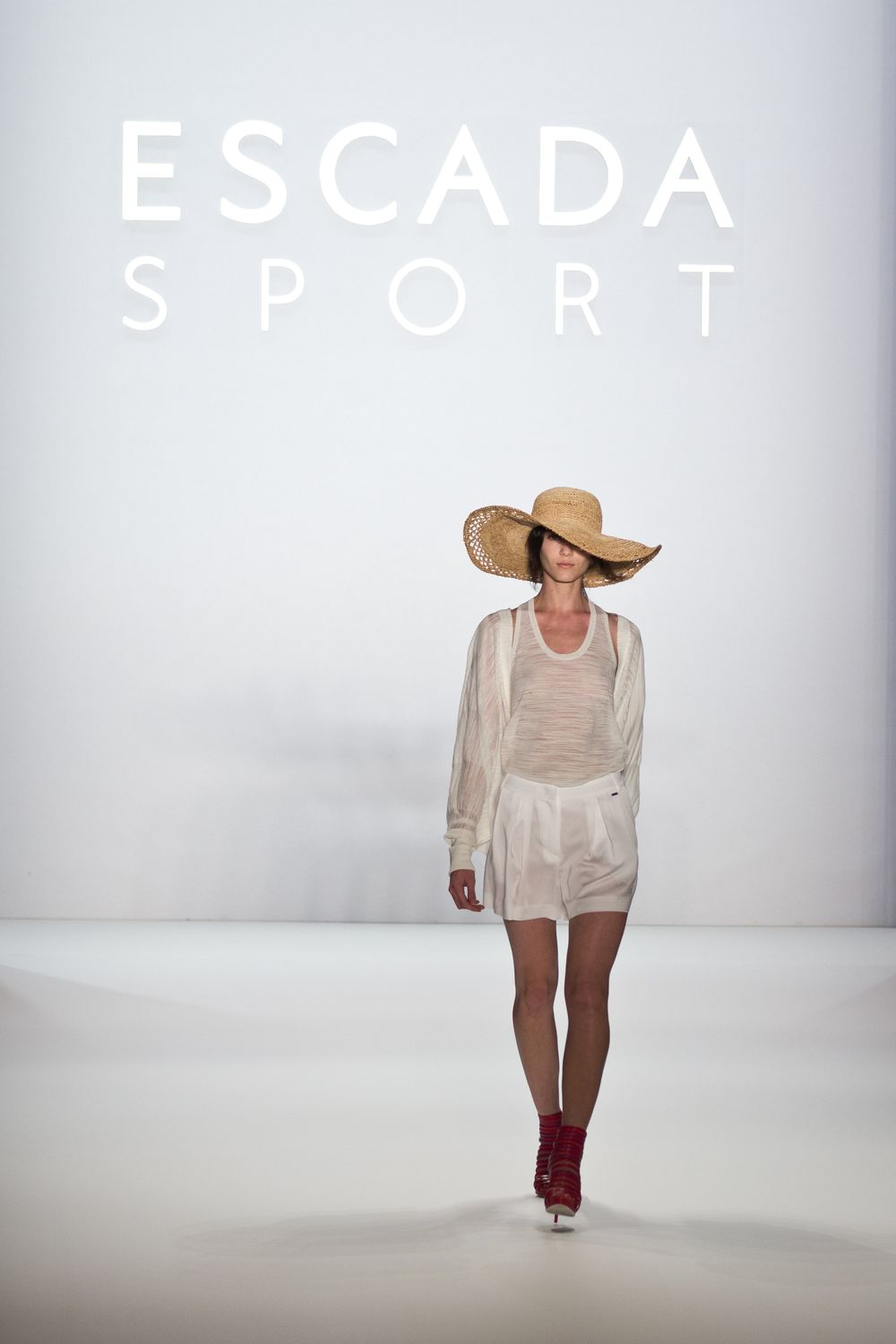
Escada Sport v Berlínském týdnu módy jaro/léto 2013

Hlavní město módy je město, které má zásadní vliv na mezinárodní módní trendy, design, výrobu a maloobchod s módními výrobky. Celoročně koná významné události, jako jsou módní týdny a veletrhy, vytváří významné hospodářské výkony.
Členy tzv. „Velké čtyřky“ (Big Four) považované za hlavní módní města 21. století jsou Milán, Londýn, New York a Paříž.

## Definice hlavního módního města
Módní město převezme vedoucí úlohu v oděvu a designu. Kromě toho tato města mají obvykle širokou škálu obchodních, uměleckých, zábavních, kulturních a volnočasových aktivit a jsou mezinárodně uznávány za to, že mají jedinečnou a silnou identitu. Bylo také poznamenáno, že status módního města se stále více souvisí s domácím a mezinárodním profilem města. Módní města jsou také pravděpodobně součástí širší scény designu, s designovými školami, módními časopisy a místním trhem bohatých spotřebitelů.
Od 16. století je Milán považován za hlavní město mód. V moderní době se často používá termín módní kapitál, který popisuje města, která drží módní týdny, nejvíce prominentně Milán, Paříž, Londýn a New York. Také v různých dalších městech se konají pozoruhodné módní události a mají vliv v celosvětovém měřítku.

## Historie
Z historického hlediska bylo několik měst hlavním městem módy. Během renesance se staly hlavními evropskými trendy módy, převážně díky své kulturní síle, kterou v tomto období vyvíjely. Hlavními představiteli v tomto období byla města Florencie, Milán, Řím, Neapol, Janov a Benátky.
Postupně do konce 16. století, s vlivem anglického královského dvora, se Londýn stal hlavním městem evropské módy. Stejně tak díky španělské moci v daném období španělský dvůr začal ovlivňovat módu, čímž se stal hlavním centrem. V 17. století, když se renesance začala vytrácet, se silou francouzského dvora pod Ludvíkem XIV. se evropským hlavním módním centrem stala Paříž.
Během 19. století, s mocným britským impériem a mladou královnou Viktorií na trůnu (od roku 1837), se Londýn opět stal hlavním módním vůdcem. Nicméně pokračoval trend hledat v Paříži stylistické inspirace. Charles Frederick Worth se přestěhoval do Paříže v roce 1846, aby zdokonalil a komercializoval své řemeslo, také konal první módní přehlídky a zahájil tam koncept módních značek.

## Žebříček hlavních měst módy
Texaská analyticko-mediální společnost Global Language Monitor vytváří každoroční žebříček hlavních měst módy.
| Pořadí 2017 | Město            | Pořadí 2016 | změna |
| ----------- | ---------------- | ----------- | ----- |
| 1.          | New York         | 2.          | ▲ 1   |
| 2.          | Paříž            | 1.          | ▼ 1   |
| 3.          | Barcelona        | 7.          | ▲ 4   |
| 4.          | Milán            | 6.          | ▲ 2   |
| 5.          | Řím              | 5.          | ▬     |
| 6.          | Londýn           | 3.          | ▼ 3   |
| 7.          | Amsterdam        | 23.         | ▲ 15  |
| 8.          | Berlín           | 8.          | ▬     |
| 9.          | Las Vegas        | 26.         | ▲ 14  |
| 10.         | Dubaj            | 17.         | ▲ 7   |
| 11.         | Singapur         | 14.         | ▲ 3   |
| 12.         | Hongkong         | 12.         | ▬     |
| 13.         | Florencie        | 11.         | ▼ 2   |
| 14.         | Los Angeles      | 4.          | ▼ 10  |
| 15.         | Madrid           | 9.          | ▼ 6   |
| 16.         | Bali             | 40.         | ▲ 24  |
| 17.         | Soul             | 56.         | ▲ 39  |
| 18.         | Praha            | 33.         | ▲ 15  |
| 19.         | Rio de Janeiro   | 18.         | ▼ 1   |
| 20.         | Buenos Aires     | 29.         | ▲ 9   |
| 21.         | Washington, D.C. | 54.         | ▲ 33  |
| 22.         | Moskva           | 22.         | ▬     |
| 23.         | Tokio            | 10.         | ▼ 13  |
| 24.         | Santiago         | 43.         | ▲ 19  |
| 25.         | Vídeň            | 34.         | ▲ 9   |
| 26.         | Šanghaj          | 15.         | ▼ 11  |
| 27.         | Bombaj           | 38.         | ▲ 11  |
| 28.         | Melbourne        | 49.         | ▲ 21  |
| 29.         | Stockholm        | 46.         | ▲ 23  |
| 30.         | Bangkok          | 50.         | ▲ 20  |
| 31.         | Varšava          | 42.         | ▲ 11  |
| 32.         | Kodaň            | 36.         | ▲ 4   |
| 33.         | San Francisco    | 37.         | ▲ 4   |
| 34.         | Sydney           | 13.         | ▼ 21  |
| 35.         | São Paulo        | 16.         | ▼ 19  |
| 36.         | Antverpy         | 25.         | ▼ 11  |
| 37.         | Johannesburg     | 48.         | ▲ 11  |
| 38.         | Dallas           | 20.         | ▼ 18  |
| 39.         | Austin           | 45.         | ▲ 6   |
| 40.         | Abú Zabí         | —           | ▬     |
| 41.         | Petrohrad        | 35.         | ▼ 6   |
| 42.         | Kapské Město     | 41.         | ▼ 1   |
| 43.         | Ciudad de México | 53.         | ▲ 10  |
| 44.         | Portland         | —           | ▬     |
| 45.         | Frankfurt        | 51          | ▲ 6   |
| 46.         | Boston           | 24.         | ▼ 18  |
| 47.         | Kuala Lumpur     | —           | ▬     |
| 48.         | Johannesburg     | 37.         | ▼ 11  |
| 49.         | Monako           | 21.         | ▼ 28  |
| 50.         | Atlanta          | 47.         | ▼ 3   |
| 51.         | Nové Dillí       | 39.         | ▼ 12  |
| 52.         | Vancouver        | 52.         | ▬     |
| 53.         | Chicago          | 27.         | ▼ 26  |
| 54.         | Houston          | 30.         | ▼ 24  |
| 55.         | Montréal         | 47.         | ▼ 8   |
| 56.         | Dakar            | —           | ▬     |
| 57.         | Bejrút           | —           | ▬     |
| 58.         | Krakov           | 44.         | ▼ 14  |
| 59.         | Toronto          | 28.         | ▼ 31  |
| 60.         | Lagos            | —           | ▬     |
| 61.         | Columbus         | —           | ▬     |
| 62.         | Accra            | —           | ▬     |
| 63.         | Caracas          | —           | ▬     |